# Piscina (Piemont)
Piscina (piemontesisch Pissin-a) ist eine Gemeinde in der italienischen Metropolitanstadt Turin (TO), Region Piemont.

## Lage und Einwohner
Piscina liegt knapp 30 km südwestlich von Turin. Das Gemeindegebiet umfasst eine Fläche von 9 km² und hat 3266 Einwohner (Stand 31. Dezember 2023).
Die Nachbargemeinden sind Cumiana, Pinerolo, Frossasco, Airasca und Scalenghe.

## Gemeindepartnerschaft

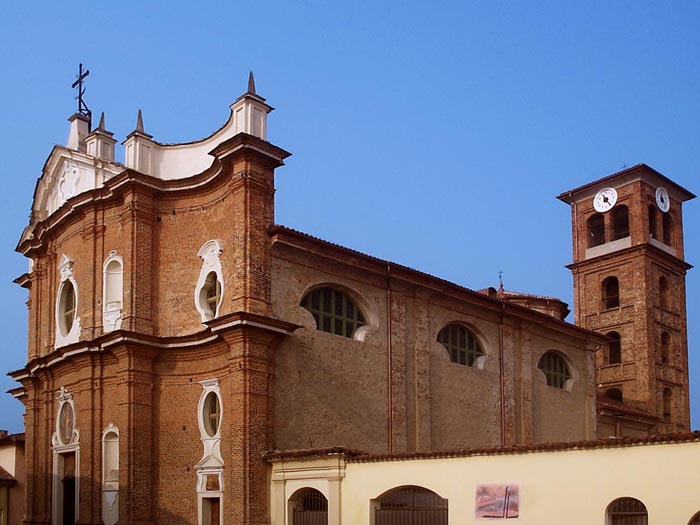
Die Kirche

Suardi, seit 2006